# Benthascidia
Benthascidia is een monotypisch geslacht uit de familie Octacnemidae en de orde Phlebobranchia uit de klasse der zakpijpen (Ascidiacea).

## Soorten
- Benthascidia michaelseni Ritter, 1907